# Museo de la Música Puertorriqueña
El Museo de la Música Puertorriqueña es un museo en Ponce, Puerto Rico, que muestra el desarrollo de la música puertorriqueña con exhibiciones de instrumentos musicales taínos, españoles y africanos, que se usaron para tocar el género musical danza, música favorita de la alta sociedad puertorriqueña del siglo XIX, así como los estilos de bomba y plena, de inspiración más africana. También se exhiben recuerdos de compositores e intérpretes. El Museo rastrea la rica historia musical de Puerto Rico a través de recuerdos de músicos prominentes y exhibiciones de los instrumentos musicales asociados con los tres géneros de música que se originaron en esta isla caribeña.
El edificio que alberga el museo se conoce como Casa Serrallés y fue la antigua residencia céntrica de Juan Eugenio Serrallés y su familia, propietarios de Destilería Serrallés y creadores del ron Don Q.

## Historia
En 1986, el Gobierno Municipal de Ponce compró el Castillo Serrallés para convertirlo en el Museo de la Música Puertorriqueña. Sin embargo, posteriormente se descartó la idea de convertir Castillo Serrallés en un museo de la música.
En 1991 se ubicó la primera sede del Museo de la Música Puertorriqueña en la calle Cristina 70 en lo que hoy es el Centro Cultural de Ponce. El edificio de la villa color pastel fue construido por un conocido arquitecto llamado Juan Bertoli Calderoni, quien también construyó muchos otros edificios en todo Puerto Rico. Fue diseñado en el estilo arquitectónico neoclásico, específicamente una arquitectura de estilo francés.
En 1996, el Instituto de Cultura Puertorriqueña (ICP) trasladó el Museo de la Música a su ubicación actual en las calles Isabel y Salud. La estructura actual, adquirida por el ICP, fue construida como residencia de la familia Serrallés-Nevárez. Félix Juan Serrallés, casado con Francisca Nevárez, era un destacado industrial local y él mismo era nieto del destacado empresario Juan Serrallés, fundador de la empresa ronera Destilería Serrallés. Esta casa en la calle Isabel era la residencia cotidiana de la familia Serallés en el centro de Ponce, en comparación con su residencia en la cima de la colina del castillo Serrallés. El patio trasero de la propiedad aún conserva un área de bar al aire libre con el logo de Destilería Serrallés y Don Quijote.
El Museo de la Música Puertorriqueña no debe confundirse con el Museo de la Música, en Guaynabo, Puerto Rico, también conocido como Museo de la Música Rafael Ithier, un proyecto de museo del gobierno municipal de Guaynabo, con un costo de US$ 18 millones, que no se abrió y fue abandonado en marzo de 2020.

## Museo
El edificio fue restaurado en 1990 por el Instituto de Cultura Puertorriqueña con el objetivo de rendir homenaje a la obra de los músicos puertorriqueños de la manera más honorable posible. El edificio se ve fácilmente ya que está ubicado en una colorida villa, intencionalmente destinada a atraer visitantes. Las exposiciones del museo se presentan tanto en español como en inglés. El edificio del museo está ubicado en la esquina sureste de las calles Isabel y Salud.
El museo está "diseñado para producir el impacto visual y auditivo necesario en la audiencia a fin de maximizar el potencial de extraer el valor real de la música puertorriqueña única". La distintiva música puertorriqueña a menudo se exporta a otras islas del Caribe. También se interpreta ampliamente en otras partes del mundo, especialmente en los Estados Unidos. Las pantallas muestran cómo comenzó la música puertorriqueña y cómo se ha desarrollado a lo largo de los años. Algunos de los instrumentos que se muestran son el güicharo o güiro, que es una calabaza que ha sido ahuecada, y variantes de los instrumentos originales de guitarra española de seis cuerdas, el requinto y la bordonua.
El 15 de septiembre de 2004, la Asamblea Legislativa de Puerto Rico aprobó la Ley 307 donde por el ICP continuó manteniendo la propiedad del Museo de la Música (así como la propiedad de la Casa de la Masacre de Ponce, Casa Wiechers-Villaronga y Casa Armstrong- Poventud), pero el gobierno municipal se haría responsable de la seguridad, preservación y mantenimiento de la estructura.

## Honores
En junio de 2012, el Senado de Puerto Rico aprobó la Resolución Conjunta del Senado 957 (Resolución Conjunta del Senado 957) para cambiar el nombre del Museo de Música Puertorriqueña a Museo de la Música Puertorriqueña Ruth Fernández en honor a la cantante.